# Chrysendeton
Chrysendeton é um gênero de mariposa pertencente à família Crambidae.